# Ilex decidua
Ilex decidua är en järneksväxtart som beskrevs av Thomas Walter. Ilex decidua ingår i släktet järnekar, och familjen järneksväxter. Utöver nominatformen finns också underarten I. d. mulleri.

## Bildgalleri

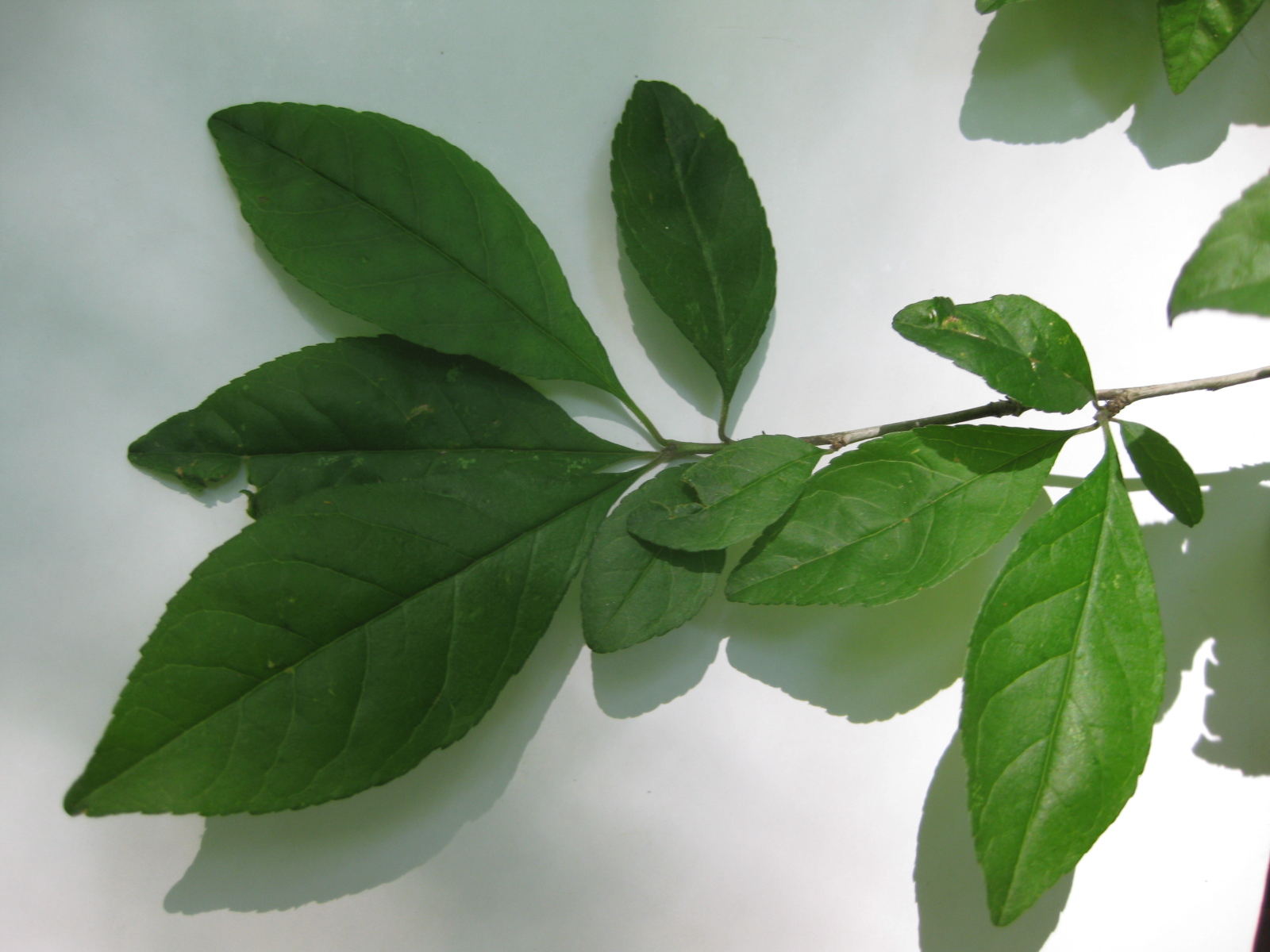
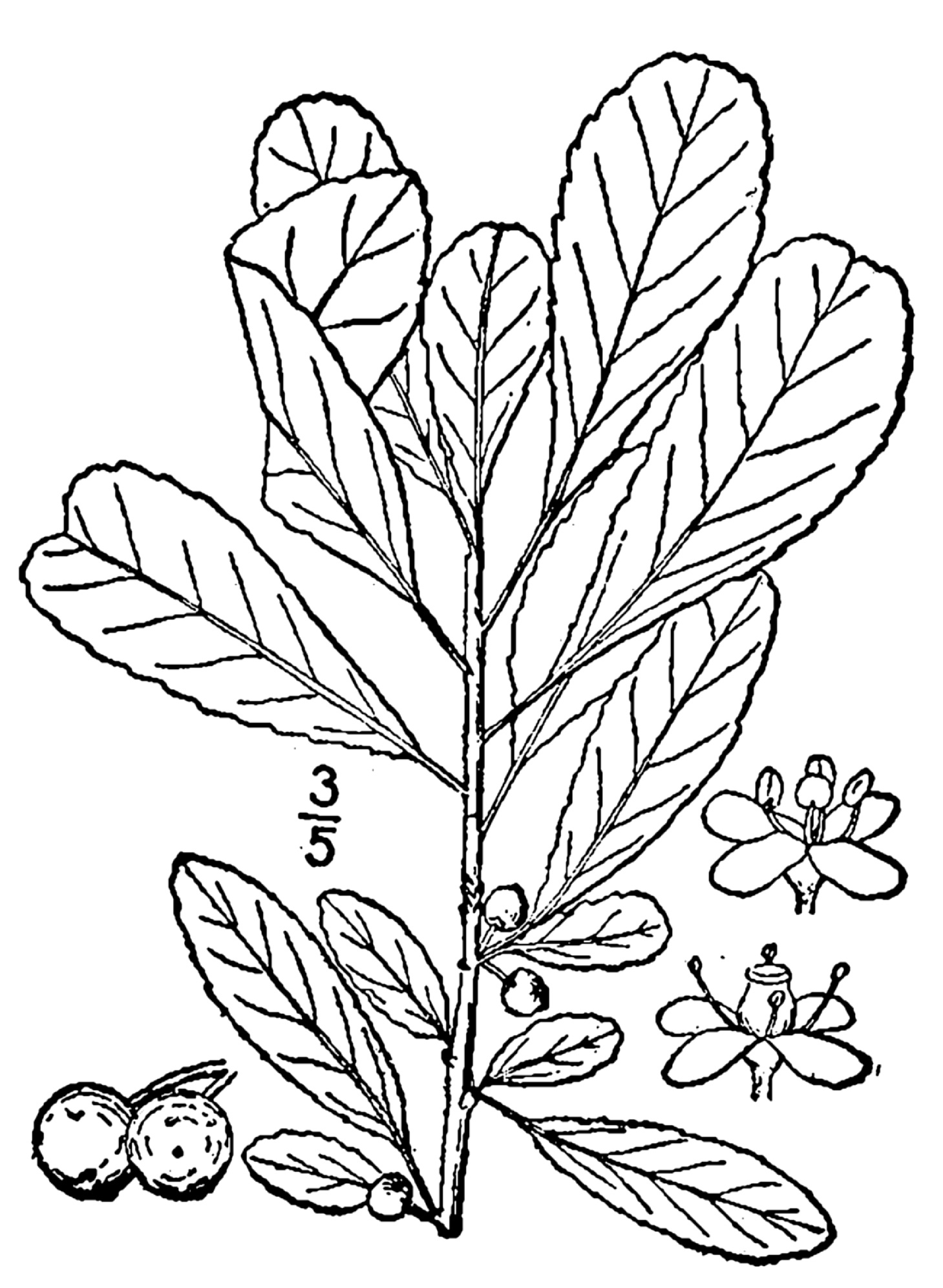
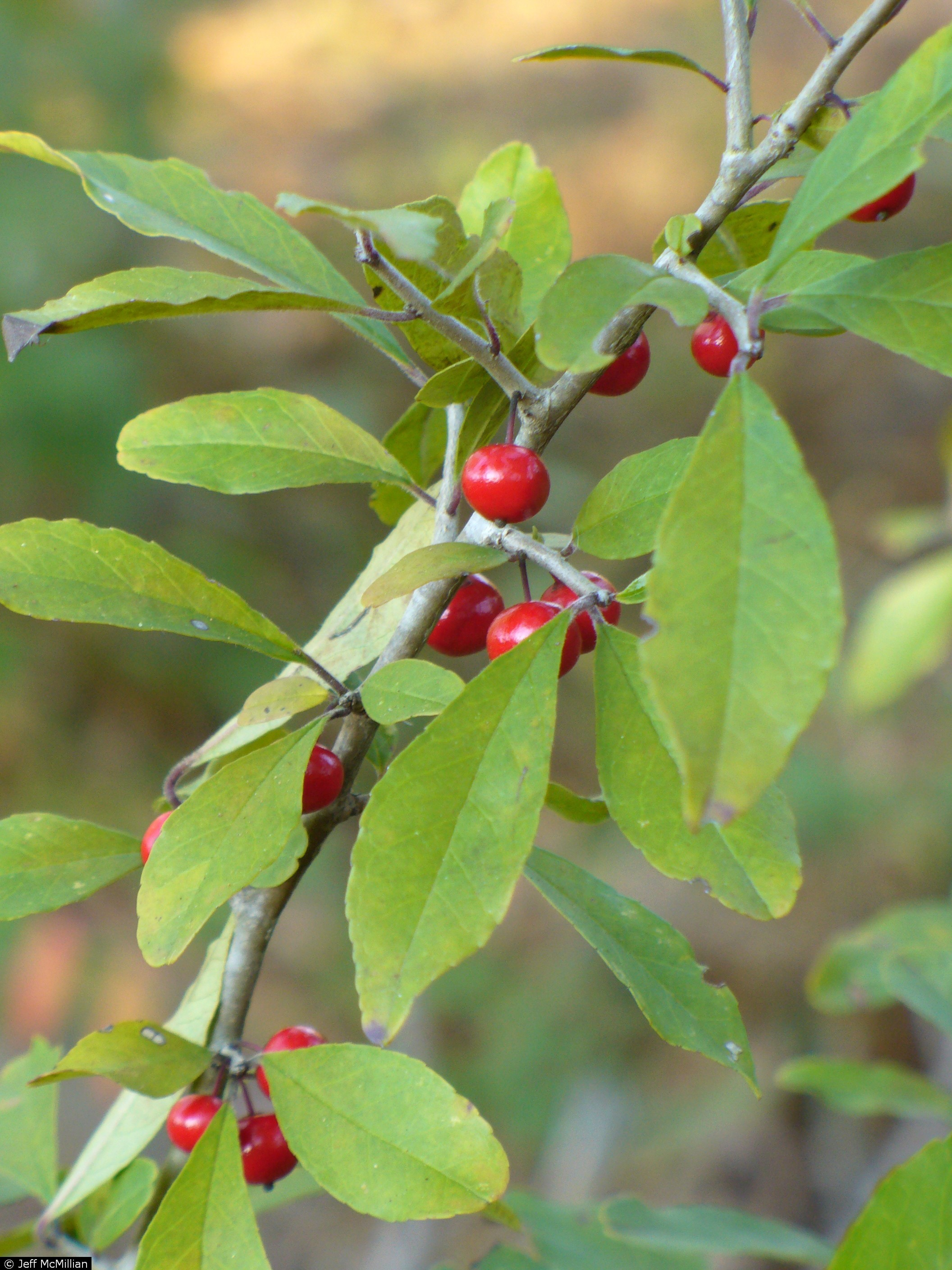
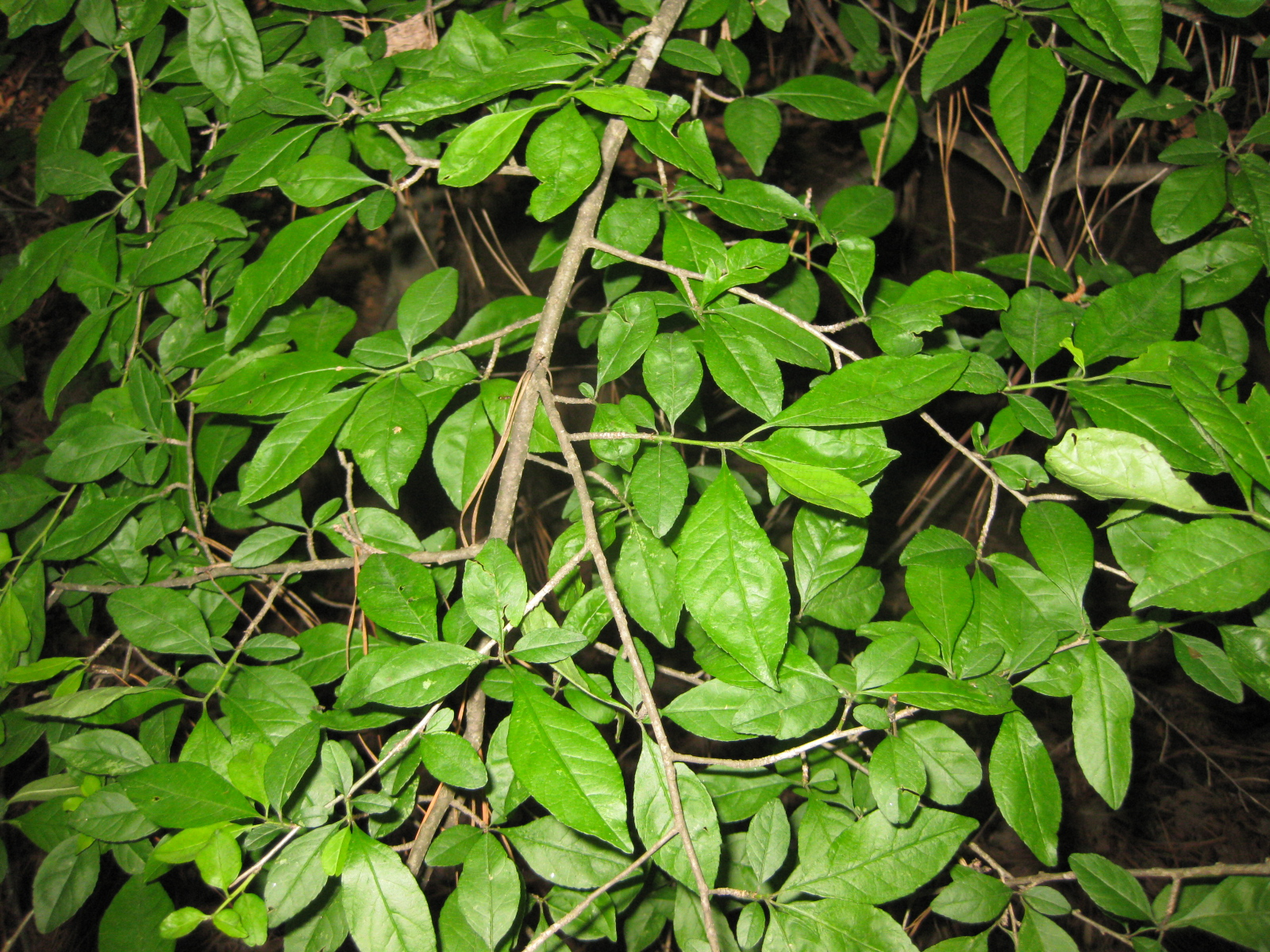